# 土井輝夫
土井 輝夫（どい てるお、1925年 - ）は、日本の法学者。専門は国際私法。学位は、Ph.D（ハーバード大学留学の際、取得）。早稲田大学名誉教授。

## 来歴
1925年生まれ。中央大学専門部を中退。1951年、法政大学法学部卒業。1957年、早稲田大学大学院法学研究科修士課程修了。修了後、ハーバード大学留学をし、博士号取得。帰国後、早稲田大学教授。早稲田大学法学部長なども務めた。1926年、早稲田大学名誉教授。著書は多数に上るが、共著で下記のものは最高水準のものである。

## 人物
学部は法政だが大学院は早稲田であり、しかも当時の法学の世界でハーバードで学位を得るものはよほど優秀でないと無理であった。早稲田から帰国後すぐに就任要請がありすぐに引き受けた。早稲田を愛した法政の秀才は、多くの愛弟子を育てた。

### 共著
- How to Get into Harvard Law School(Contemporary Books 1996/4/1)